# Geremia IV di Costantinopoli
Geremia IV (in greco Ιερεμίας Δ'; Creta, XVIII secolo – Mitilene, 1824) è stato un arcivescovo ortodosso greco, che ha ricoperto la carica di Patriarca ecumenico di Costantinopoli dal 1809 al 1813.
Veniva da Creta. Divenne protosincello del Patriarcato ecumenico e in seguito fu eletto vescovo metropolitano di Mitilene (dal 1783 al 1809). Nel 1809 fu eletto Patriarca ecumenico di Costantinopoli.
Anche se di istruzione media, è considerato un Patriarca di successo, essendo stato prudente con notevoli capacità amministrative. Era anche caratterizzato come un protettore straordinariamente coraggioso degli interessi della Chiesa. Nel 1813 si dimise per motivi di salute. Si ritirò a Mitilene, dove morì nel 1824.